# Associazione Calcio Reggiana 1999-2000
Questa voce raccoglie le informazioni riguardanti della Associazione Calcio Reggiana nelle competizioni ufficiali della stagione 1999-2000.

## La stagione
Nella stagione 1999-2000 la Reggiana ritorna in Serie C1 dopo 10 anni trascorsi tra serie B e serie A. La gestione formata dal presidente Luciano Ferrarini e da Franco Dal Cin come amministratore delegato della società ripartono dalla coppia di allenatori Fabiano Speggiorin e Angelo Gregucci. Si parte con l'intenzione di risalire subito nel campionato cadetto.
Al centro dell'attacco ritorna Sandro Tovalieri, ma viene presto ceduto e al suo posto sarà utilizzato il giovane Bruno Trocini, con Matteo Berretta sua spalla, dal mercato invernale arriva Francesco Ciullo. In porta c'è Alberto Fontana. In difesa i giovani Stefano Citterio e Alessandro Parisi, ma restano Paolo Ponzo, Ivano Della Morte, Roberto Cappellacci e Dario Morello, dall'Ascoli torna a Reggio il reggiano Luca Ariatti. Il nigeriano Saidu Adeshina debutta ma poi viene venduto.
L'inizio del campionato è deludente e a metà ottobre, dopo la sconfitta (1-0) col Brescello nel derby regionale disputato allo Stadio Mirabello davanti a 9.000 persone, la coppia Speggiorin e Gregucci viene esonerata, al suo posto arriva il tecnico esperto Giorgio Rumignani. Le modifiche tecniche non cambiano le prestazioni della squadra granata, che si salva dal playout, solo nell'ultima giornata del torneo, contro la capolista e neopromossa Siena, vinta allo stadio Giglio (1-0).
Nella Coppa Italia nazionale la Reggiana disputa il girone 7 vinto dal Pescara, mentre nella Coppa Italia di Serie C entra in scena nei sedicesimi di finale superando nel doppio confronto la Cremonese, poi lascia il torneo eliminata negli ottavi di finale dal Lumezzane.

## Divise e sponsor
| Prima divisa |

## Rosa
| N. |                    | Ruolo | Calciatore          |
| -- | ------------------ | ----- | ------------------- |
|    | Italia (bandiera)  | P     | Beniamino Abate     |
|    | Nigeria (bandiera) | A     | Saidu Adeshina      |
|    | Italia (bandiera)  | C     | Marco Arlotti       |
|    | Italia (bandiera)  | C     | Luca Ariatti        |
|    | Italia (bandiera)  | P     | Mirko Bellodi       |
|    | Svezia (bandiera)  | C     | Erold Bekirovsky    |
|    | Italia (bandiera)  | A     | Matteo Beretta      |
|    | Italia (bandiera)  | D     | Arnaldo Bonfanti    |
|    | Italia (bandiera)  | C     | Roberto Cappellacci |
|    | Italia (bandiera)  | D     | Fabio Caselli       |
|    | Italia (bandiera)  | C     | Gianluca Cherubini  |
|    | Italia (bandiera)  | D     | Christian Ciclamino |
|    | Italia (bandiera)  | C     | Stefano Citterio    |
|    | Italia (bandiera)  | A     | Francesco Ciullo    |
|    | Italia (bandiera)  | D     | Riccardo Corallo    |
|    | Italia (bandiera)  | D     | Marino D'Aloisio    |
|    | Italia (bandiera)  | C     | Ivano Della Morte   |
|    | Italia (bandiera)  | D     | Claudio Finetti     |

| N. |                   | Ruolo | Calciatore            |
| -- | ----------------- | ----- | --------------------- |
|    | Italia (bandiera) | P     | Alberto Maria Fontana |
|    | Italia (bandiera) | C     | Luigi Giandomenico    |
|    | Italia (bandiera) | D     | Nicola Legrottaglie   |
|    | Italia (bandiera) | D     | Pasquale Martinelli   |
|    | Italia (bandiera) | C     | Stefano Mazzocco      |
|    | Italia (bandiera) | C     | Francesco Meacci      |
|    | Italia (bandiera) | C     | Gianni Migliorini     |
|    | Italia (bandiera) | A     | Massimo Minetti       |
|    | Italia (bandiera) | A     | Dario Morello         |
|    | Italia (bandiera) | D     | Giovanni Orfei        |
|    | Italia (bandiera) | D     | Alessandro Parisi     |
|    | Italia (bandiera) | C     | Paolo Ponzo           |
|    | Italia (bandiera) | D     | Omar Roma             |
|    | Italia (bandiera) | C     | Simone Sinagra        |
|    | Italia (bandiera) | A     | Sandro Tovalieri      |
|    | Italia (bandiera) | A     | Bruno Trocini         |
|    | Italia (bandiera) | C     | Francesco Tudisco     |
|    | Italia (bandiera) | D     | Andrea Turato         |

## Risultati

### Campionato

#### Girone di andata
| Arbitro: | Ioseffi (Siena) |

|  |           |                        |
|  | Marcatori | 40’ (rig.) Maffioletti |

| Lecco 12 settembre 1999 2ª giornata | Lecco               | 0 – 0 | Reggiana | Stadio Mario Rigamonti\| Arbitro: \| Benedetto (Messina) \| |
| Arbitro:                            | Benedetto (Messina) |       |          |                                                             |

| Arbitro: | Rossomando (Salerno) |

|            |           |  |
| Parisi 18’ | Marcatori |  |

| Arbitro: | Griselli (Livorno) |

|  |           |                                       |
|  | Marcatori | 16’ D. Morello 44’ Parisi 84’ Caselli |

| Arbitro: | Cirone (Palermo) |

|             |           |                            |
| Beretta 14’ | Marcatori | 69’ Cancellato 92’ Merloni |

| Arbitro: | Carlucci (Molfetta) |

|                    |           |  |
| Beretta 28’ (rig.) | Marcatori |  |

| Arbitro: | Ioseffi (Siena) |

|               |           |  |
| Chiaretti 40’ | Marcatori |  |

| Arbitro: | Dattilo (Locri) |

|            |           |                            |
| Parisi 21’ | Marcatori | 47’ Polidori 56’ Cottafava |

| Arbitro: | Cuttica (Alessandria) |

|              |           |            |
| Caverzan 67’ | Marcatori | 7’ Trocini |

| Arbitro: | Lombardi (Lanciano) |

|                       |           |               |
| Orfei 28’ Trocini 84’ | Marcatori | 5’ Castellini |

| Arbitro: | Trefoloni (Siena) |

|              |           |              |
| Cecchini 83’ | Marcatori | 12’ Citterio |

| Arbitro: | Girardi (San Donà di Piave) |

|             |           |               |
| Trocini 69’ | Marcatori | 80’ Milanetto |

| Arbitro: | Cavuoti (Vasto) |

|           |           |  |
| Mussi 48’ | Marcatori |  |

| Arbitro: | Maselli (Lucca) |

|                                  |           |                                 |
| Orfei 3’ Ariatti 11’ Corallo 60’ | Marcatori | 39’ A. Comi 52’ (rig.) Saverino |

| Arbitro: | Papini (Perugia) |

|           |           |             |
| Buscè 75’ | Marcatori | 49’ Beretta |

| Arbitro: | Semeraro (Taranto) |

|                                       |           |                           |
| Ponzo 41’ Trocini 46’ Della Morte 52’ | Marcatori | 9’ Carruezzo 53’ Nincheri |

| Arbitro: | Pieri (Genova) |

|                               |           |              |
| Pagano 29’ Finetti 91’ (aut.) | Marcatori | 71’ Citterio |

#### Girone di ritorno
| Arbitro: | Masiero (Mestre) |

|                             |           |             |
| Maffioletti 53’ Araboni 93’ | Marcatori | 90’ Beretta |

| Arbitro: | Gasparoni (Ancona) |

|             |           |                       |
| Trocini 74’ | Marcatori | 55’ Sala 93’ Manfredi |

| Arbitro: | Esposito (Trapani) |

|                              |           |  |
| Andreotti 35’ G. Savoldi 89’ | Marcatori |  |

| Reggio Emilia 30 gennaio 2000 21ª giornata | Reggiana          | 0 – 0 | San Donà | Stadio Giglio\| Arbitro: \| Tonolini (Milano) \| |
| Arbitro:                                   | Tonolini (Milano) |       |          |                                                  |

| Arbitro: | Mariuzzo (Venezia) |

|  |           |             |
|  | Marcatori | 53’ Beretta |

| Arbitro: | Ardito (Bari) |

|              |           |  |
| Baiocchi 18’ | Marcatori |  |

| Reggio Emilia 27 febbraio 2000 24ª giornata | Reggiana          | 0 – 0 | Brescello | Stadio Giglio\| Arbitro: \| Cruciani (Pesaro) \| |
| Arbitro:                                    | Cruciani (Pesaro) |       |           |                                                  |

| Arbitro: | Valensin (Milano) |

|                 |           |                  |
| Paco Soares 54’ | Marcatori | 58’ Legrottaglie |

| Arbitro: | Micoli (Tivoli) |

|                  |           |  |
| Orfei 38’ (rig.) | Marcatori |  |

| Arbitro: | Cannella (Palermo) |

|                       |           |                |
| Bruno 13’ Zanetti 51’ | Marcatori | 62’ Bekirovsky |

| Arbitro: | Morganti (Ascoli Piceno) |

|                                      |           |  |
| Trocini 23’ Beretta 31’ Citterio 71’ | Marcatori |  |

| Arbitro: | Girardi (San Donà di Piave) |

|                                              |           |           |
| Damiani 49’ Ferracuti 71’ (rig.) Bertani 84’ | Marcatori | 87’ Orfei |

| Reggio Emilia 16 aprile 2000 30ª giornata | Reggiana          | 0 – 0 | Lucchese | Stadio Giglio\| Arbitro: \| Belloli (Bergamo) \| |
| Arbitro:                                  | Belloli (Bergamo) |       |          |                                                  |

| Varese 22 aprile 2000 31ª giornata | Varese              | 0 – 0 | Reggiana | Stadio Franco Ossola\| Arbitro: \| Mazzoleni (Bergamo) \| |
| Arbitro:                           | Mazzoleni (Bergamo) |       |          |                                                           |

| Arbitro: | Rizzoli (Bologna) |

|                  |           |                     |
| Orfei 77’ (rig.) | Marcatori | 56’ Cossu 62’ Zubin |

| Arbitro: | Ferrario (Crotone) |

|                                    |           |              |
| Protti 18’ Bravo 72’ Carruezzo 78’ | Marcatori | 41’ Citterio |

| Arbitro: | Ambrosino (Torre del Greco) |

|            |           |  |
| Ciullo 51’ | Marcatori |  |

### Coppa Italia

#### Turno preliminare gruppo 7
| Arbitro: | Castellani (Verona) |

|                                                                   |           |                           |
| Ruscitti 13’ Sullo 16’ Vukoja 67’, 72’, 82’ Massara 77’ Baldi 80’ | Marcatori | 9’ Minetti 50’ D. Morello |

| Reggio Emilia 18 agosto 1999 2ª giornata | Reggiana         | 0 – 0 | Juve Stabia | Stadio Giglio\| Arbitro: \| Branzoni (Pavia) \| |
| Arbitro:                                 | Branzoni (Pavia) |       |             |                                                 |

| Arbitro: | Preschern (Mestre) |

|          |           |            |
| Roma 95’ | Marcatori | 42’ Hubner |

| Arbitro: | Pin (Conegliano) |

|                     |           |                |
| Yllana 3’ Banin 35’ | Marcatori | 85’ D. Morello |

| Arbitro: | Zaltron (Bassano del Grappa) |

|              |           |  |
| Adeshina 52’ | Marcatori |  |

| Arbitro: | N. Ayroldi (Molfetta) |

|             |           |                                  |
| Lazzaro 95’ | Marcatori | 3’ Parisi 45’ Falco 73’ Adeshina |

### Coppa Italia Serie C
| Arbitro: | Girardi (San Donà di Piave) |

|  |           |            |
|  | Marcatori | 51’ Borneo |

| Arbitro: | Pieri (Genova) |

|           |           |                               |
| Bruno 12’ | Marcatori | 35’, 39’ Trocini 70’ Bonfanti |

| Arbitro: | Cavallaro (Legnago) |

|  |           |                             |
|  | Marcatori | 3’ Minetti 28’ Giandomenico |

| Arbitro: | Bergonzi (Genova) |

|              |           |                               |
| Mazzocco 48’ | Marcatori | 8’ Alteri 58’ Brevi 73’ Zubin |